# Owen Davidson
Owen Keir Davidson (født 4. oktober 1943 i Melbourne, død 12. maj 2023) var en tennisspiller fra Australien. Han var en af verdens bedste doublespillere i 1960'erne og 1970'erne og vandt i løbet af sin karriere 13 grand slam-titler: 2 i herredouble og 11 i mixed double, heraf 8 titler med Billie Jean King som makker. Hans bedste grand slam-resultat i single var semifinalepladsen ved WImbledon-mesterskaberne 1966.
Han vandt 29 WTA-turneringer i single, heraf seks Tier I-titler, og 69 WTA-doubletitler, heraf to WTA Tour Championships og 16 titler på Tier I-niveau.
Han blev i 2010 valgt ind i International Tennis Hall of Fame.